# Sankt-Marien-Kirche (Hakenstedt)

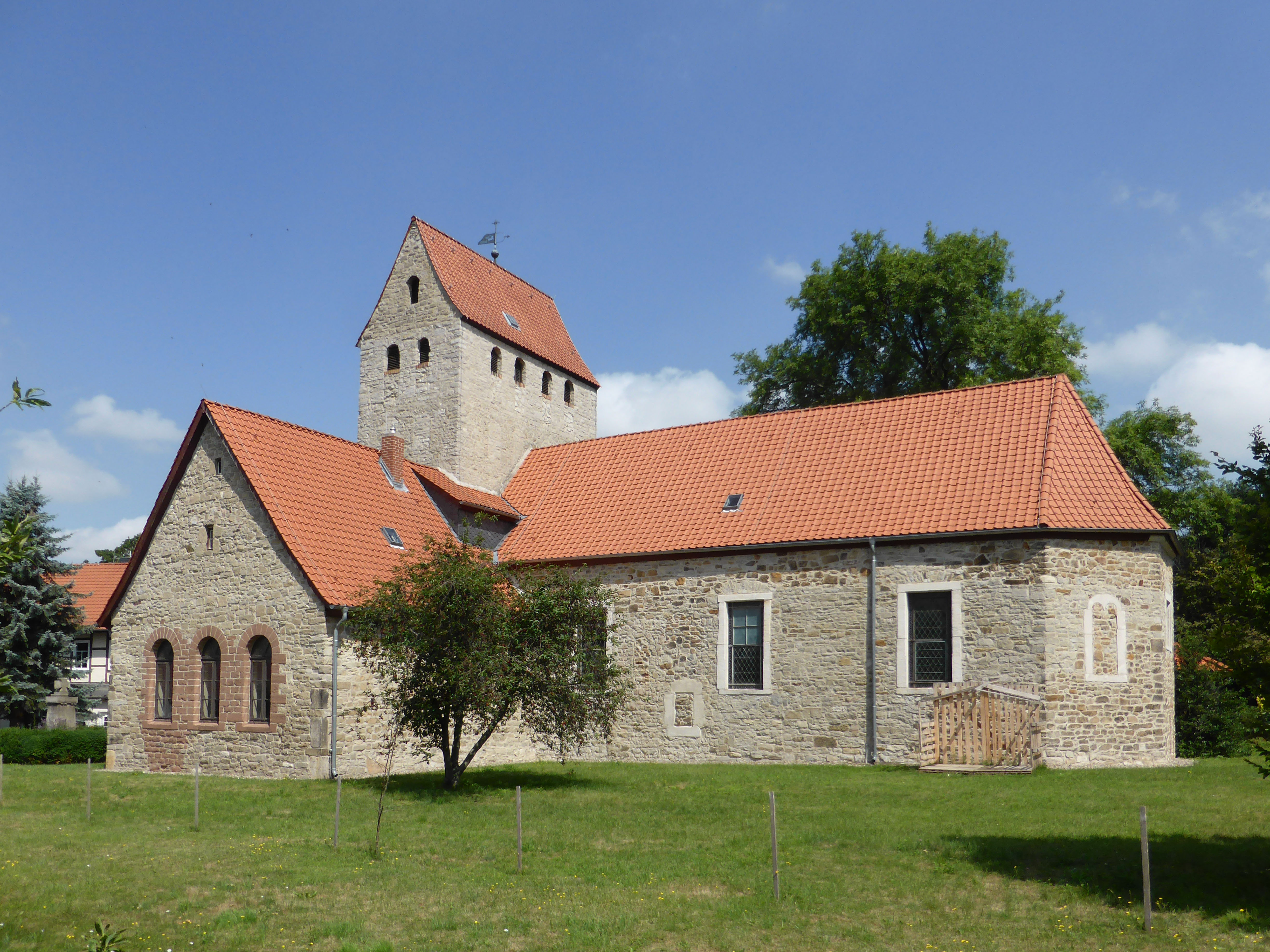
Sankt-Marien-Kirche

Die Sankt-Marien-Kirche ist die evangelische Kirche des Dorfes Hakenstedt in Sachsen-Anhalt.

## Architektur und Geschichte
Die Kirche geht bis auf die Romanik zurück. Aus dieser Zeit ist jedoch nur der westlich des Schiffs stehende Querturm erhalten. Am Turm finden sich vermauerte Schallöffnungen in Form von Rundbögen, oberhalb derer in der Spätromanik dann ein neues Glockengeschoss mit diesmal spitzen Schallluken errichtet wurde.
Der aus Bruchsteinen errichtete Turm nimmt die komplette Breite des Kirchenschiffs ein. Dieses entstand in der ersten Hälfte des 16. Jahrhunderts als Saalkirche. Der östliche Abschluss ist dreiseitig ausgeführt. In den Jahren 1710 und 1711 erfolgte eine umfassende Erneuerung und Umbau der Kirche. Die Wände des Kirchenschiffs wurden dabei erhöht, große hochrechteckige Fenster wurden eingefügt. An der Nordseite wurde eine Patronatsloge und eine Vorhalle angefügt. Auf der Südseite errichtete man eine Leichenhalle, die schließlich 1905 zum Gemeindesaal umgenutzt wurde. Romanische Portalfragmente und eine romanische Mensa wurden in die westliche Wand des Gemeindesaals eingefügt.
Aus der Zeit vor dem Umbau von 1710 stammen vermauerte rundbogige Fenster und der Rest eines Dachgesimses. 1905 fand dann ein weiterer Umbau statt, der vor allem zu einer Neugestaltung des Innenraums führte.
Das Kircheninnere wird von einem flachen hölzernen Tonnengewölbe überspannt. Der aufgebrachte Stuck dürfte in seinem Kern wohl auf die Zeit des Barock zurückgehen. 1905 wurden in Medaillons Gemälde von Christus, Mose und den Evangelisten eingefügt. Zwischen der Halle unterhalb des Turms und dem Kirchenschiff bestehen zwei Rundbögen.
Die von Pilastern flankierte Altarwand wurde um 1710 vermutlich von Michael Helwig geschaffen. Zum Teil wird das Jahr 1718 angegeben. Als Verzierungen bestehen zierliche Akanthuswangen und Stifterwappen der Familien Schwartze und Hobohm (Hogebaum). In der Mitte befindet sich der polygonale Kanzelkorb, an seinen Kanten ist er mit Blumengehängen geschmückt. Die herrschaftliche Loge entstand in derselben Zeit. Sie ist durch Pilaster gegliedert, verfügt über vergitterte Fenster und wird von mächtigen Akanthusranken sowie Putti und dem Wappen der Familie Schwartze bekrönt.
Das Orgelprospekt entstand um 1850. 1905 verbreiterte man die Empore. Bemerkenswert sind zwei aus dem Mittelalter erhalten gebliebene Bronzeglocken. Die Ältere stammt bereits aus der Zeit um 1200 und weist noch eine Zuckerhutform auf. Die Jüngere ist spätgotisch und wurde nach ihrer Minuskelinschrift 1501 vom Magdeburger Glockengießer Clawes Backmester geschaffen.
Erwähnenswert ist auch der aus dem Rokoko stammende Inschriftengrabstein der 1768 verstorbenen Charlotte Elisabeth Lambrecht.
Im Jahr 2001 begann die Restaurierung der Kirche.
Der Kirchhof ist von einer Mauer umgrenzt. Nördlich der Kirche steht der gleichfalls denkmalgeschützte Pfarrhof Hakenstedt.